# Unenlagia
Unenlagia (Unenlagia) – ptakopodobny dinozaur z rodziny dromeozaurów. Żył w późnej kredzie na terenach Ameryki Południowej (Argentyna). Długość ciała 2-2,5 m.
Unenlagia posiadała pióra. Wcześniej łączono ją z praptakami takimi jak Rahonawis. Potem jednak zaliczono ją do dromeozaurydów. Pierwsze znalezione szczątki składały się tylko z miednicy, kości udowej, kości piszczelowej, obojczyka, kawałka łopatki, trzech żeber i dwóch kręgów piersiowych oraz resztek dwóch kręgów ogonowych. W 2004 r. Calvo odkrył drugi gatunek unenlagii, który zatwierdził pokrewieństwo swego rodzaju z dromeozaurami.

## Gatunki
- Unenlagia comahuensis Novas i Puerta 1997
- Unenlagia paynemili Calvo 2004